# 郡山警察署 (奈良県)
郡山警察署（こおりやまけいさつしょ）は、奈良県警察が管轄する警察署の一つである。

## 所在地
- 〒639-1121　奈良県大和郡山市杉町250-4

## 管轄区域
- 大和郡山市

## 沿革
- 1954年（昭和29年）7月：警察法改正により市警察から奈良県警察に統合となる。
- 1986年（昭和61年）4月：管轄区域の内、生駒郡を西和警察署へ移管。

## 組織
- 警務課
  - 警務係
  - 県民サービス係
  - 留置管理係
- 会計課
  - 会計係
- 生活安全課
  - 生活安全総務係
  - 人身安全対策係
  - 生活安全捜査係
- 地域課
  - 地域企画係
  - 指導係
- 刑事課
  - 総務係
  - 強行盗犯第一係
  - 強行盗犯第二係
  - 知能犯係
  - 組織犯係
  - 鑑識係
- 交通課
  - 企画規制係
  - 指導取締係
  - 交通捜査係
- 警備課
  - 警備係

## 交番
（ ）の中は所在地
- 近鉄郡山駅前交番（大和郡山市南郡山町520番地17）
- 郡山東交番（大和郡山市美濃庄町270番地1）
- 筒井交番（大和郡山市筒井町741番地1）
- 小泉交番（大和郡山市小泉町505番地12）
- 九条交番（大和郡山市九条平野町3番25号）
- 郡山西交番（大和郡山市矢田山町100番地30）

## 駐在所
なし

## 主な未解決事件
- 大和郡山市男性失踪事件[1]